# Verà del Gavaldà
|  | Per a altres significats, vegeu «Verà de Vença». |

Verà del Gavalda (Veranus, a vegades Uranus) (Barjac o Lanuéjols, Losera, ca. 520 - Cavalhon, 589) fou un religiós occità, bisbe de Cavalhon (Provença). És venerat com a sant per l'Església catòlica.

## Biografia
Verà era nadiu d'algun lloc del Gavaldà (habitualment se n'esmenten Barjac i Lanuéjols). Va abraçar l'estat eclesiàstic (540) durant el bisbat de Sant Evanci de Javoux. La seva pietat i fama de santedat van fer que preferís deixar el seu país natal per evitar el culte que començaven a atorgar-li els seus compatriotes, i es va retirar a l'ermita de Valclusa. En aquest indret se li atribuí el miracle d'haver-ne expulsat un drac o monstre, enviant-lo als Alps on la bèstia va morir.
Volia visitar les tombes dels apòstols i va anar a Roma, retornant a França per la via de Ravenna, Milà, Albenga i Embrun, i deixant arreu marca de la seva santedat. Una tradició el fa passar per Albenga (Ligúria, on predica i en converteix els habitants. Establert a Provença fou escollit al cap de poc temps com a bisbe de Cavalhon, en 568. Va assistir a diversos concilis, entre els quals el concili de Mâcon del 585, i va fer diverses missions per al rei Guntram de Borgonya. Fou padrí (587) del fill de Khildebert II d'Austràsia, Teodoric (germà petit de Teodebert), en agraïment per haver condemnat (586) Fredegunda per l'assassinat de Pretextat de Rouen.
Es creu que va morir a Cavailhon cap al 589 (590 segons Dom Devic i Dom Vaisette) a causa d'una epidèmia de pesta.

## Veneració
Segons Petrarca, fou enterrat a Vallis Clausa, en un petit temple consagrat per ell mateix a la Mare de Déu, que fou destruït per alguna invasió (potser sarraïna) i substituïda el 979 pel priorat de Nostra Senyora i Sant Verà, que avui és la moderna parròquia de Fontaine-de-Vaucluse.
Al segle xi part de les seves relíquies foren portades a la regió d'Orleans on fou conegut com a Sant Vrà (Saint Vrain) i escollit patró del capítol de l'església col·legiata de Jargeau, a la diòcesi d'Orléans. La resta de les relíquies foren portades de Valclusa a Cavalhon el 1311 per ordre del bisbe Pons Augier de Lagnes i depositades a la catedral. Es diu que en travessar el riu Sorgue, les aigües es van obrir per deixar passar el seguici que portava les restes.
La seva memòria es commemora el 19 d'octubre.

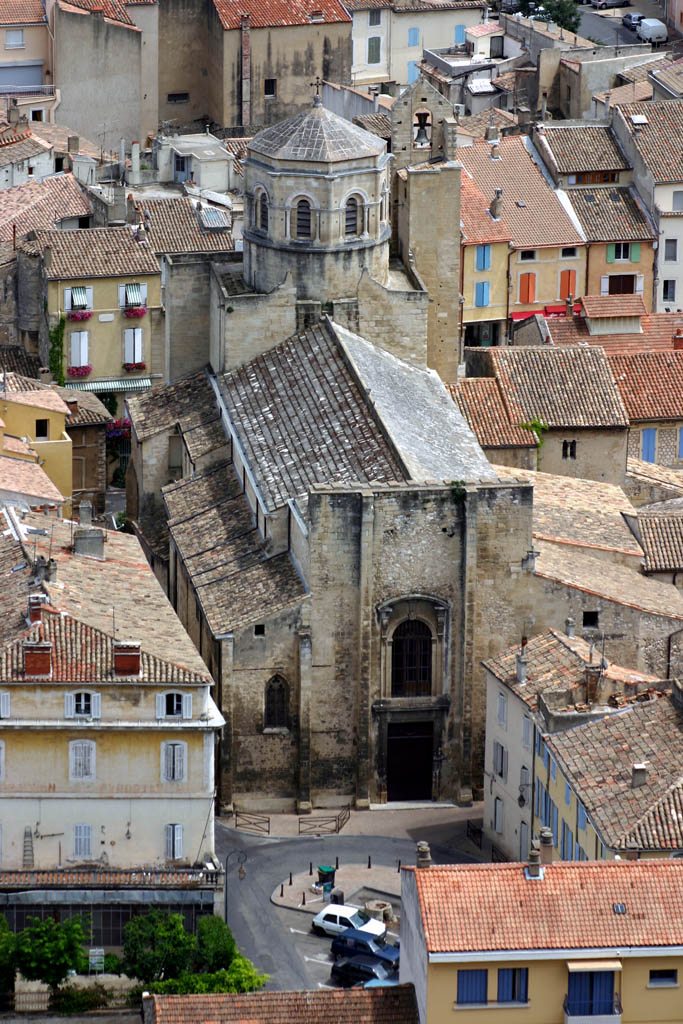
Catedral de Cavalhon
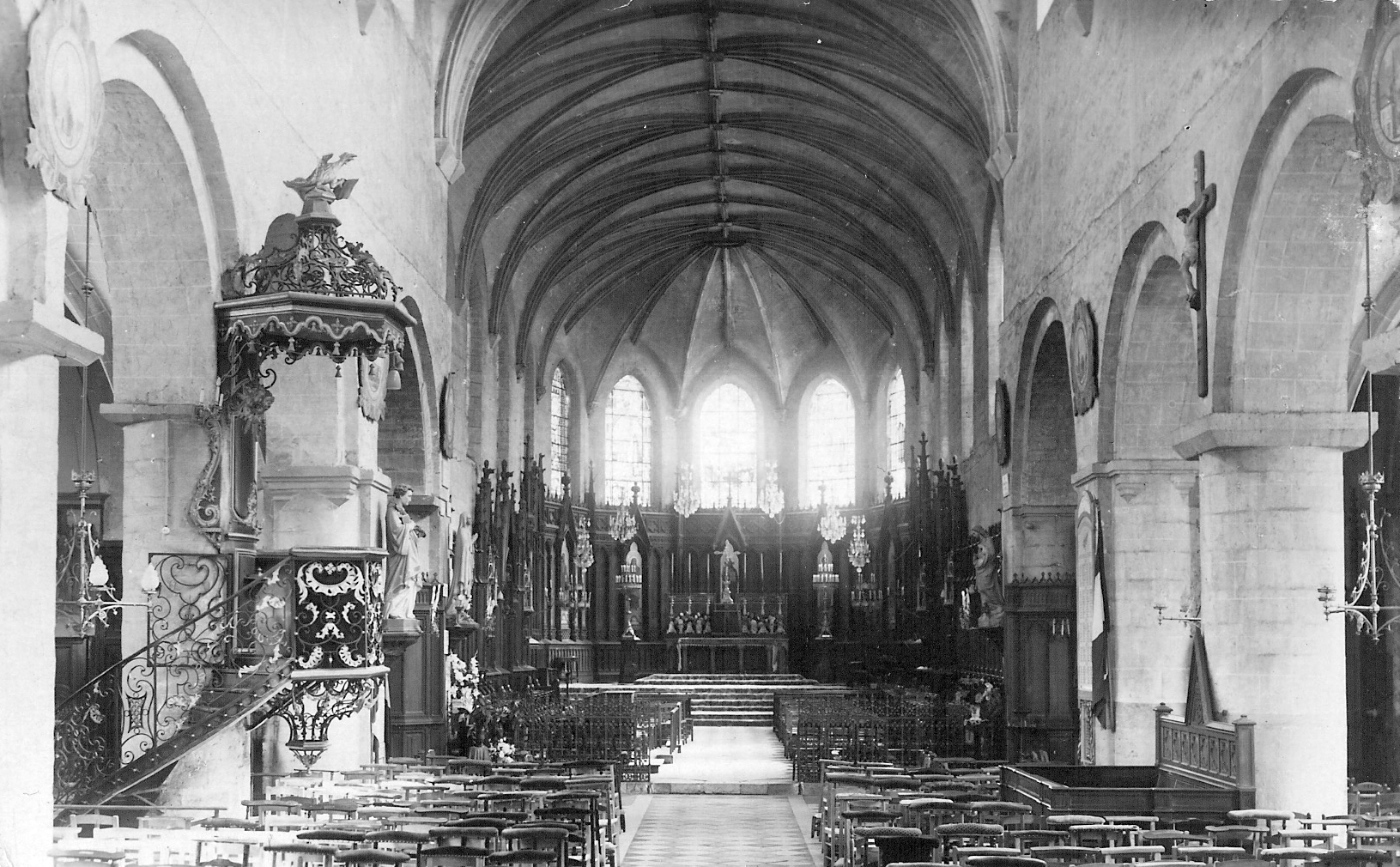
Col·legiata de Jargeau, amb relíquies del sant
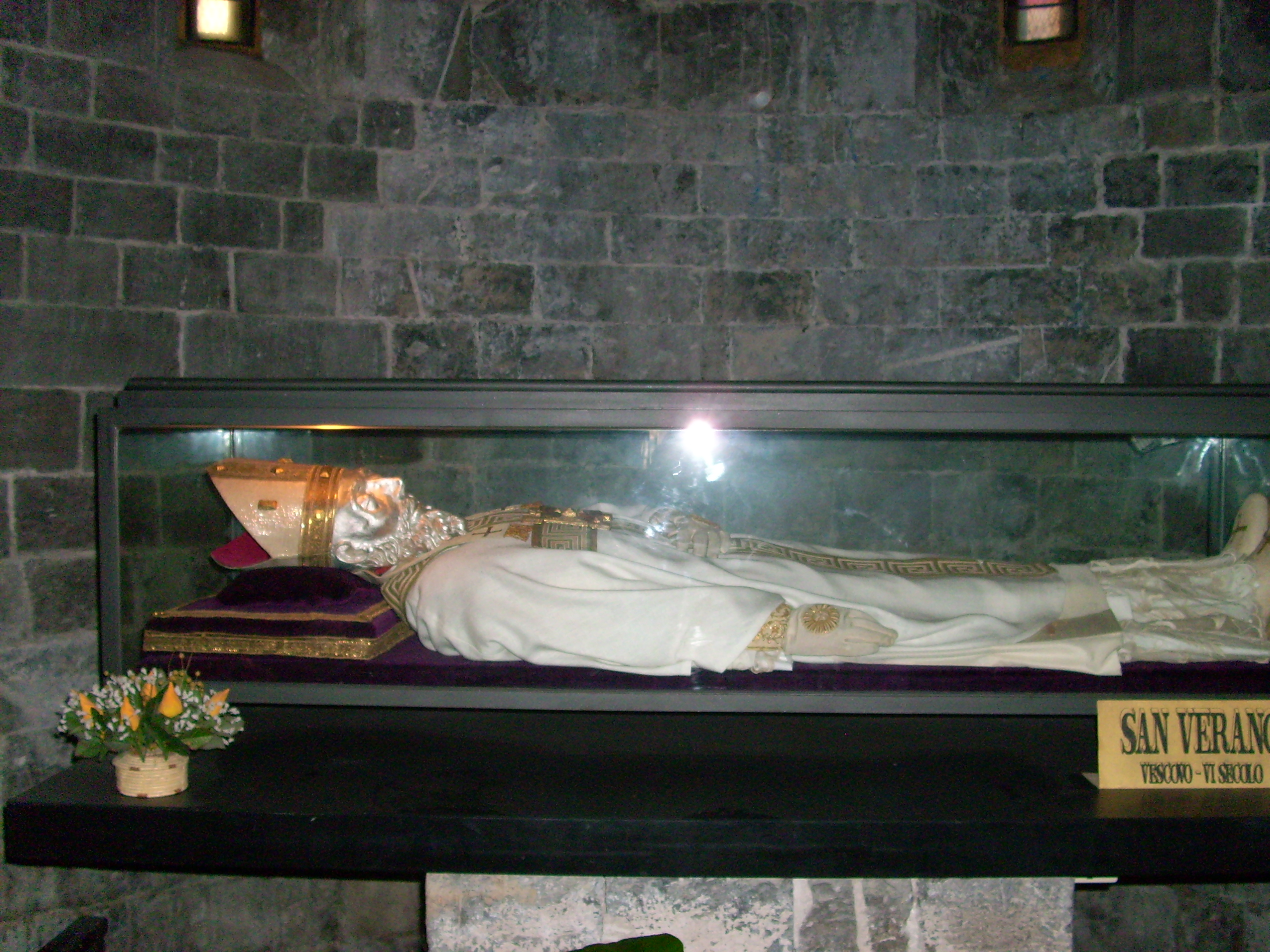
Relíquies a la catedral d'Albenga